# Universitätsklinikum Ruppin-Brandenburg
Das Universitätsklinikum Ruppin-Brandenburg ist ein Krankenhaus der Schwerpunktversorgung in der Stadt Neuruppin in Brandenburg. Seit der Gründung der Medizinischen Hochschule Brandenburg am 28. Oktober 2014 ist das kommunale Krankenhaus neben dem Universitätsklinikum Brandenburg an der Havel in Brandenburg an der Havel, dem Immanuel Klinikum Bernau Herzzentrum Brandenburg in Bernau bei Berlin und der Immanuel Klinik Rüdersdorf in Rüdersdorf bei Berlin eine der vier Universitätskliniken beziehungsweise Trägerkliniken der Hochschule. Weiterhin war das Klinikum akademisches Lehrkrankenhaus der Berliner Charité. Bis Mai 2022 firmierte das Krankenhaus unter dem Namen Ruppiner Kliniken.

## Geschichte

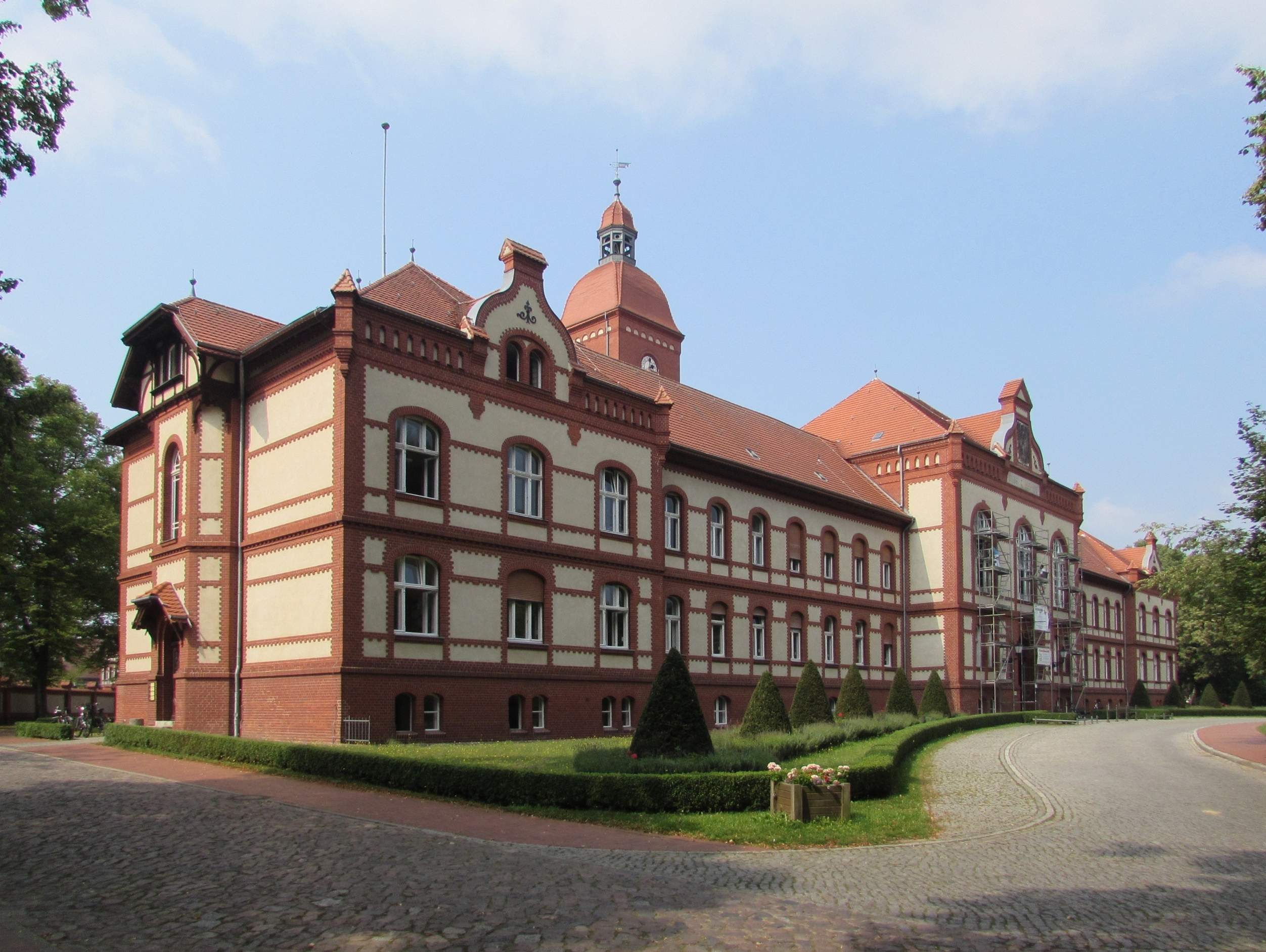
Denkmalgeschütztes Hauptgebäude der Ruppiner Kliniken in Neuruppin

1892 beschloss die Provinz Brandenburg, eine Heil- und Pflegeanstalt am Treskower Berg an der Chaussee nach Fehrbellin südlich der Stadt aufzubauen. Architekten waren Franz Peveling, Gustav Bluth und Theodor Goecke. Unmittelbar vor dem Hauptgebäude zur Fehrbelliner Straße legte man einen Park an, von dem man einen direkten Blick auf den Ruppiner See hatte. Zunächst hatte die neugegründete Anstalt eine Tuberkuloseabteilung lediglich für Frauen. 1901 bekam die Anstalt zwei Krankenhäuser mit 240 Betten hinzu und im darauf folgenden Jahr wurde eine Tuberkuloseabteilung für Männer eröffnet. An der Südseite des entsprechenden Hauses wurde in diesem Zusammenhang eine Liegehalle angebaut. 1905 wurde der Komplex nochmals um zwei Krankenhäuser mit 120 Betten erweitert. Die Eröffnung eines modernen Laboratoriums folgte.
Im Jahr 1907 hatte die Anstalt Neuruppin 1600 Betten. Insgesamt wurden die Patienten von 227 Pflegern und Schwestern versorgt. Durch den Aufbau von Werkstätten waren Beschäftigungstherapien möglich. So existierten anstaltseigens eine Schuhmacherei, eine Sattlerei, drei Schneidereien, eine Buchbinderei, eine Korbmacherei, eine Malerei, eine Klempnerei, eine Fleischerei, ein Nähsaal, ein Stricksaal, ein Flicksaal und eine Putzküche.

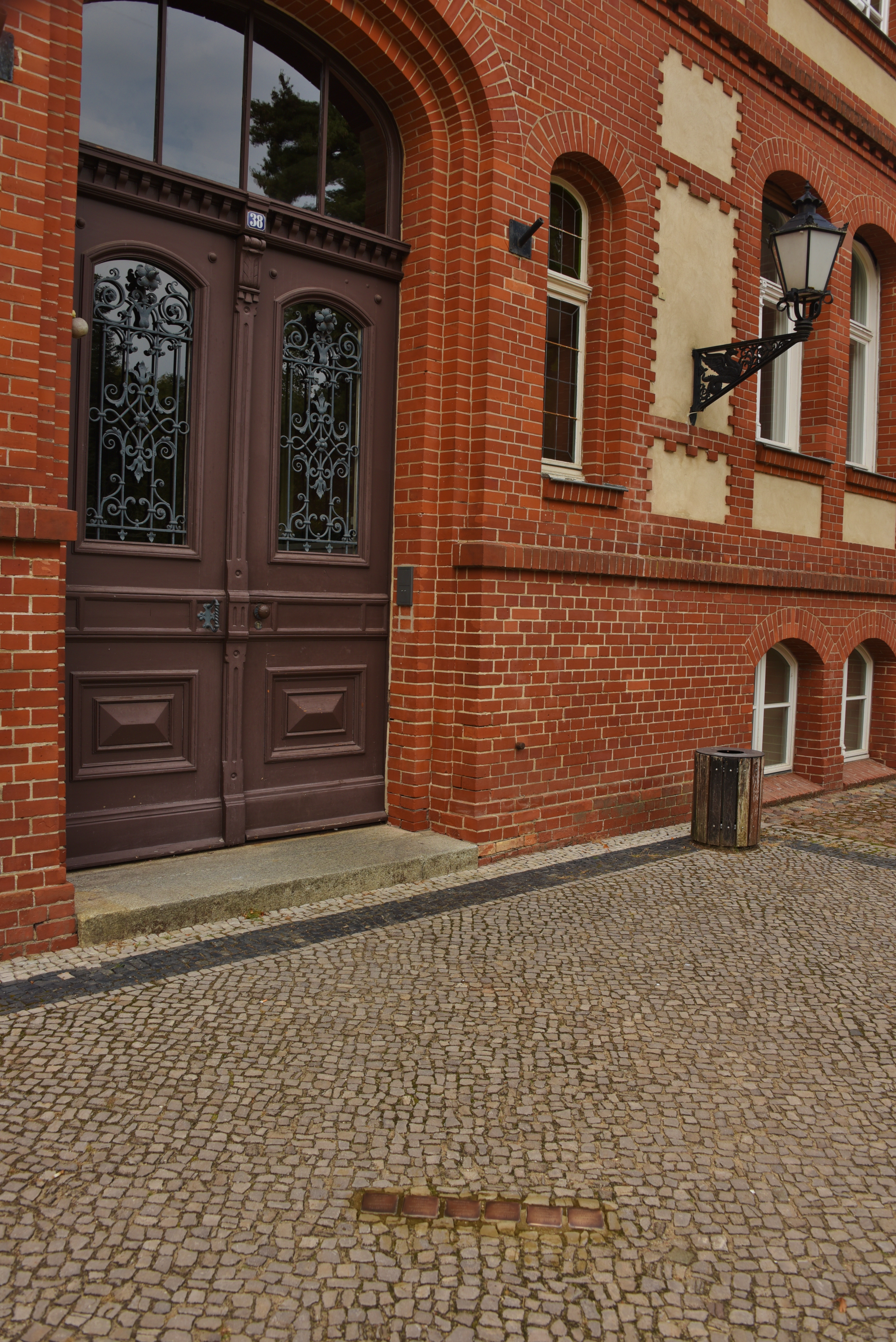
Stolpersteine vor dem Hauptgebäude der Ruppiner Kliniken

Im Rahmen der Aktion T4 wurden 1497 Patienten der Einrichtung ermordet. Vor dem Hauptgebäude der Kliniken wurden 2004 sechs exemplarische Stolpersteine verlegt für diese Opfer der Aktion T4 aus der Anstalt Neuruppin. Die Stolpersteinverlegung erfolgte im Rahmen eines Projektes der Universität Potsdam mit Krankenpflegeschülern der Ruppiner Kliniken. Außerdem diente Neuruppin als Zwischenstation, in die Patienten vor allem aus Berliner Anstalten verlegt wurden, bevor sie im Euthanasieprogramm in eine Tötungsanstalt verlegt und dort ermordet wurden. Die Zwischenanstalt Neuruppin gilt als die erste offiziell eingerichtete.
Am 1. Mai 1945 wurde das Klinikum von der Roten Armee besetzt. Bis zum Herbst wurde das Gelände jedoch wieder geräumt. Aufgrund der kriegsbedingten Zerstörungen in Berlin dienten drei Gebäude bis 1946 als Ausweicheinrichtungen für Krankenhäuser der Hauptstadt. Weiterhin zog ein Kreiskrankenhaus der Johanniter in vormalige Anstaltsbauten, da das alte Kreiskrankenhaus zum Hospital der sowjetischen Armee wurde. Darüber wurden Abteilungen für Chirurgie, Innere Medizin, aber auch für chronisch Kranke und Tuberkulose etabliert. 1946 betrug die Bettenzahl des Kreiskrankenhauses 930, 1947 770.
1951 waren vier Krankenhauseinrichtungen in siebzehn Gebäuden auf dem Gelände beheimatet. Die Psychiatrische Landesanstalt hatte eine Kapazität von 1068 Betten, das Landes-Tuberkulose-Krankenhaus 320 Betten, 150 Betten hatte die Orthopädische Landesklinik und 712 Betten das Kreiskrankenhaus Ruppin. Nachdem 1952 die Länder aufgelöst und Bezirke gegründet wurden, wechselten die Trägerschaften. 1954 gliederte man das Tuberkulose- und das Orthopädie-Krankenhaus in das Kreiskrankenhaus ein, welches in den 1960er Jahren zu einem Bezirkskrankenhaus aufgewertet wurde. Die ehemalige Psychiatrische Landesanstalt wurde 1958 in Krankenhaus für Neurologie und Psychiatrie Neuruppin und 1977 in Bezirksnervenklinik umbenannt.
1996 wurden das ehemalige Bezirkskrankenhaus und die ehemalige Bezirksnervenklinik zu den Ruppiner Kliniken fusioniert. Seither wurde das Klinikum um weitere Neubauten ergänzt.

## Struktur
Betreiber des Klinikums ist die Ruppiner Kliniken GmbH. Die Kliniken verfügen über 816 Planbetten. 2009 und 2010 wurden jeweils über 25.500 Patienten stationär behandelt.

### Fachbereiche
Das Universitätsklinikum Ruppin-Brandenburg gliedern sich in den Medizinischen, den Operativen und den Psychiatrischen
Fachbereich.

#### Medizinischer Fachbereich
Zum Medizinischen Fachbereich gehören alle nichtchirurgischen Fächer mit Ausnahme der psychiatrischen. Dieser gliedert sich wie folgt:
- Medizinische Klinik A Schwerpunkt Kardiologie
- Medizinische Klinik B Schwerpunkt Gastroenterologie
- Medizinische Klinik C Schwerpunkt Psychosomatik
- Klinik für Pneumologie
- Klinik für Geriatrie
- Klinik für Kinder- und Jugendmedizin
- Klinik für Neurologie
- Klinik für Strahlentherapie und Radioonkologie
- Zentrum für Bildgebende Diagnostik
- Sozialpädiatrisches Zentrum
- Sozialdienst

#### Operativer Fachbereich
Der Operative Fachbereich wird durch alle chirurgischen Fächer gebildet und ist wie folgt gegliedert:
- Klinik für Allgemein- und Viszeralchirurgie
- Klinik für Gefäßchirurgie
- Klinik für Unfall-, Hand- und Wiederherstellungschirurgie und Orthopädie
- Klinik für Thoraxchirurgie
- Klinik für Gynäkologie und Geburtshilfe
- Klinik für Urologie und Kinderurologie
- Klinik für Neurochirurgie und Wirbelsäulenchirurgie
- Klinik für Mund-Kiefer-Gesichtschirurgie/Plastische Operationen
- Klinik für Hals-Nasen-Ohrenheilkunde/Plastische Operationen
- Klinik für Anästhesie und Intensivmedizin
- Ambulantes Operationszentrum
- Sozialdienst

#### Psychiatrischer Fachbereich
Der Psychiatrische Fachbereich bildet historisch bedingt innerhalb des Universitätsklinikums einen eigenen. Der Fachbereich ist untergliedert in:
- Klinik für Psychiatrie, Psychotherapie, Psychosomatik
- Klinik für Kinder- und Jugendpsychiatrie und -psychosomatik
- Psychiatrische Institutsambulanz für Erwachsene
- Psychiatrische Institutsambulanz für Kinder und Jugendliche
- Ergotherapie
- Psychiatrische Tageskliniken Neuruppin und Wittstock
- Psychiatrische Tagesklinik für Kinder und Jugendliche
- Sozialdienst
- Sozialpädiatrisches Zentrum

### Weitere Einrichtungen
Weitere Einrichtungen des Klinikums sind:
- Institut für Pathologie
- Institut für Labormedizin
- Apotheke
- Betriebsarzt
- Zentrale Aufnahme

### Kompetenzzentren
Am Universitätsklinikum Ruppin-Brandenburg wurden mehrere regionale Kompetenzzentren geschaffen, wodurch das Krankenhaus eine wichtige Rolle in der Versorgung der Region einnimmt. Die Kompetenzzentren sind:
- Darmkrebszentrum Brandenburg-Nordwest
- Interdisziplinäres Beckenbodenzentrum
- Traumazentrum Brandenburg-Nordwest
- Adipositaszentrum Brandenburg-Nordwest
- Wirbelsäulenzentrum Nordbrandenburg
- Brustkrebszentrum Nordbrandenburg
- Prostatazentrum Brandenburg-Nordwest
- Gefäßzentrum Brandenburg-Nordwest
- Zentrum für Schmerztherapie[9]

## Skandale
Die Ruppiner Kliniken waren in verschiedene Skandale verwickelt. Wegen des Anfangsverdachts der Untreue wurde von der Staatsanwaltschaft 2010 gegen den Klinikchef ermittelt. Hintergrund war ein Sponsoring des lokalen Fernsehsenders Ruppin-TV mit erheblichen Geldern des kommunalen Krankenhauses.
2013 wurde öffentlich, dass die Ruppiner Kliniken in Zinswetten verwickelt waren. So hatte das Klinikum vor der Eurokrise für etwa 15 Millionen Euro derartige hochriskante Wetten bei der West LB abgeschlossen und darüber etwa 3 Millionen Euro Verluste erlitten.
Im Mai 2014 wurde bekannt, dass den Patienten des Krankenhauses wiederholt abgelaufene Lebensmittel und mit Schimmelpilz bewachsene Essen serviert worden waren. Diese Vorkommnisse wurden erst auf Betreiben des Betriebsrates thematisiert. Die Geschäftsleitung bestätigte zwar Vorkommnisse im Küchenbereich, bestritt jedoch die Ausgabe schimmeligen Essens. Im August 2014 war bekannt geworden, dass im betriebseigenen Kindergarten saures Kartoffelpüree serviert worden war. Weiterhin sollen Kunststoffstücke im Essen gefunden worden sein.